# 北海道道1134号当麻上川線
北海道道1134号当麻上川線（ほっかいどうどう1134ごう とうまかみかわせん）は、北海道上川郡当麻町と上川町を結ぶ一般道道（北海道道）である。未開通区間がある。

## 概要

### 路線データ
- 起点：北海道上川郡当麻町4条東4丁目（北海道道140号愛別当麻旭川線交点）
- 終点：北海道上川郡上川町東雲（国道39号交点）
- 総延長：17.859 km
- 実延長：10.077 km
- 重用延長：1.269 km
- 未供用延長：6.513 km

### 道路管理者
- 上川総合振興局 旭川建設管理部 事業課

## 歴史
- 1994年（平成6年）10月12日 路線認定[1]。

当麻町側は、かつて681号開明当麻停車場線であった。道道1134号の認定と同時に廃止された。

## 路線状況

### 重複区間
- 北海道道486号豊田当麻線（当麻町4条東4丁目 - 当麻町中央5区）
- 北海道道223号愛山渓上川線（上川町東雲）

### 未供用区間
- 当麻町開明 - 上川町東雲

## 地理

### 通過する自治体
- 上川総合振興局
  - 上川郡当麻町
  - 上川郡上川町

### 交差する道路
当麻町
- 北海道道486号豊田当麻線 - 4条東4丁目、中央5区（重複）

### 沿線にある施設など
当麻町
- 小沢ダム